# IndyCar Series
Pour les articles homonymes, voir Series.
Navigation
L'IndyCar Series est une compétition automobile américaine de voitures de type monoplace. Cette discipline est considérée comme le sommet de la course de monoplaces aux États-Unis. 
L'IndyCar est depuis 1996 le principal championnat organisé par l'Indy Racing League. Pour des raisons juridiques, il ne porte ce nom que depuis la saison 2003. Depuis 2008 et l'annonce de la disparition du CART/Champ Car, l'IndyCar Series est l'unique championnat de monoplaces aux États-Unis. NTT, une entreprise de télécommunications, est l'actuel sponsor-titre de la série.

## Historique
Le nom « IndyCar » fait référence aux 500 miles d'Indianapolis, épreuve phare des championnats américains de monoplaces depuis 1911. Ainsi, tout au long du vingtième siècle, c'est sous le terme IndyCar (ou encore Indycar ou Indy Car) qu'ont été officieusement dénommés les championnats nationaux AAA, USAC puis CART, ainsi que les monoplaces y participant. Le nom IndyCar était à ce point usité (à la fin des années 1980, on parlait plus volontiers d'IndyCar que de CART, pourtant nom officiel du championnat) que les promoteurs de l'Indianapolis 500 ont déposé l'appellation, avant d'en accorder l'utilisation aux organisateurs du CART. À partir de 1992, le CART est ainsi devenu le CART PPG IndyCar World Series. 
La situation s'est compliquée à partir de 1996 lorsque les propriétaires de l'Indianapolis 500 se sont désengagés du CART pour créer leur propre organisme de compétition, l'Indy Racing League. À l'issue d'une bataille judiciaire, le CART a perdu le droit d'utiliser le nom « IndyCar », mais l'IRL n'a pas non plus eu le droit de s'en servir avant un délai de six années. Ce n'est donc que depuis 2003 que le terme IndyCar est réapparu pour désigner officiellement le principal championnat de l'Indy Racing League. De 1996 à 2002, Indy Racing League désignait à la fois l'organisme et le championnat. 

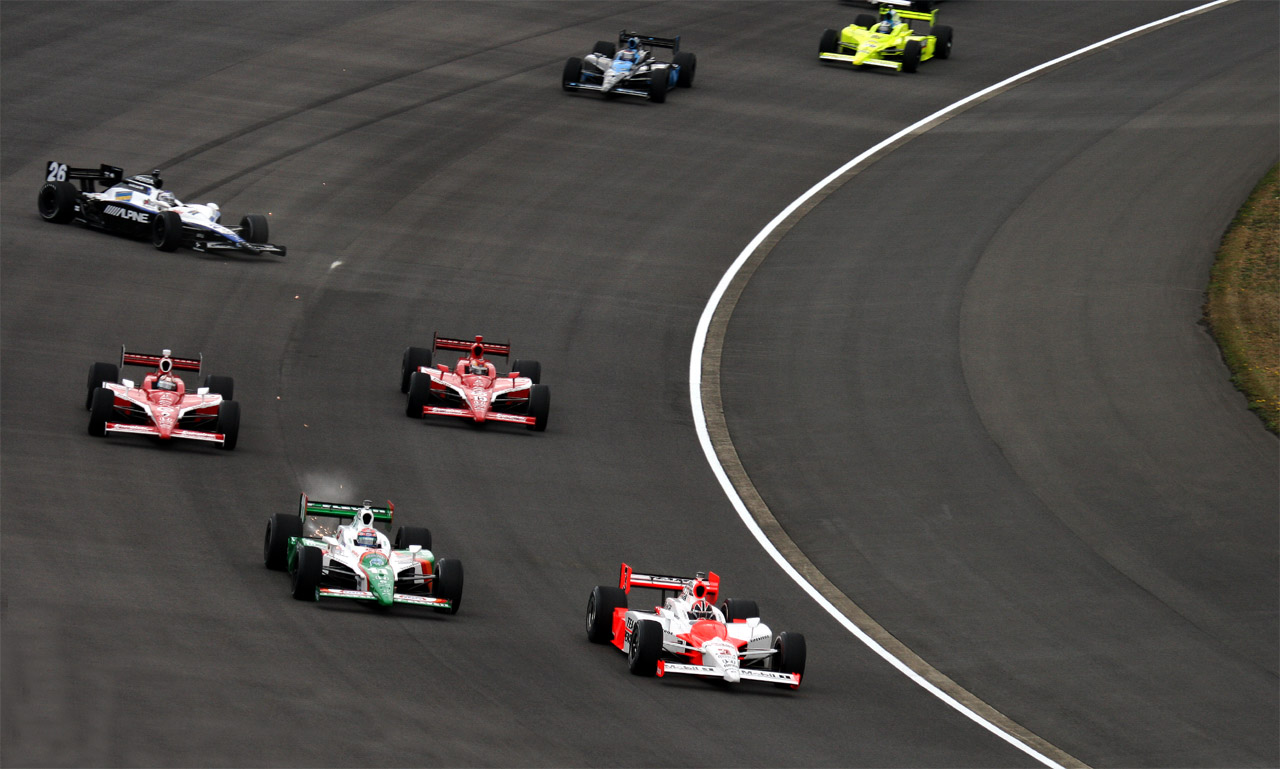
Premier tour de l'Indy Japan 300 à Motegi en 2008.

Créé pour concurrencer le CART, le championnat IRL IndyCar Series a connu des débuts laborieux et lors de ses premières années, était surtout regardé comme un sous-championnat comparativement à son rival, dans lequel les meilleurs écuries et les meilleures pilotes étaient restés. Mais la présence des prestigieux 500 miles d'Indianapolis a progressivement attiré les grosses écuries du CART, qui ont commencé à participer ponctuellement à la célèbre épreuve à partir de 2000, sans pour autant délaisser leur championnat d'origine. Entre 2002 et 2004, l'exode massif vers l'IndyCar de quelques-unes des plus puissantes écuries du CART (Penske, Ganassi, Green, Rahal, Fernandez) a modifié le rapport de force entre les deux championnat rivaux, l'IndyCar apparaissant plus puissant que le CART (rebaptisé Champ Car à la suite de sa banqueroute fin 2003). Il s'agissait néanmoins d'un succès à la Pyrrhus pour l'IRL, la rivalité entre les deux championnat ayant considérablement affaibli la santé financière et médiatique des courses de monoplaces américaines, au profit de la NASCAR. 
Le 22 février 2008, l'annonce de la fusion entre le Champ Car et l'IndyCar Series (dans les faits une absorption du Champ Car par l'IndyCar Series) met un terme au schisme de douze années dans le monde des courses de monoplaces américaines qu'avait déclenché la création de l'IRL. Cette annonce a fait l'objet d'une conférence de presse à Homestead le 27 février 2008 en présence de Tony George et de Kevin Kalkhoven.
Les seize courses inscrites au calendrier IndyCar sont confirmées, notamment celle ayant lieu le 19 avril à Motegi au Japon. Toutefois, une course issue du championnat Champ Car est d'ores et déjà officiellement ajoutée et comptera pour le championnat 2008 de l'IndyCar : Long Beach le 20 avril. Elle aura la particularité d'être courue sous la bannière et avec le matériel du Champ Car, marquant la fin officielle de la série.
Il a été également publiquement annoncé que des discussions sont engagées pour l'ajout de deux autres courses au calendrier 2008 : Edmonton (Canada) et Surfers Paradise (Australie). D'autres courses présentant un intérêt commercial certain mais ne pouvant avoir lieu cette année en raison de conflit de calendrier sont en discussion pour être intégrées dès 2009 (ex : Toronto). L'objectif de l'IndyCar est de passer à 20 épreuves par an réparties entre ovales, circuits routiers et urbains.

## Formules de promotion
Si certains pilotes arrivent en IndyCar sans passer par les formules de promotion, depuis 2010, il existe un programme créé par l'IndyCar pour permettre d'accéder à la catégorie reine, le Road to Indy. Il est composé de cinq catégories, l’IndyCar Series, l’Indy Lights, le Pro Mazda Championship, puis l'US F2000 National Championship et l'USF Juniors, crée en 2022. Il existe aussi un sixième niveau, le Rotax Max Challenge qui est un challenge de karting.

## Règlementation technique
Chronologie des modèles
Dallara IR05 Dallara IR22

### Châssis
Différents constructeurs ont été impliqués dans la fabrication des monoplaces depuis la création de la série en 1996. Depuis 2003, tout constructeur doit être agréé par l'Indy Racing League avant de pouvoir construire un châssis.
Actuellement, les châssis sont construits par Dallara, qui est présent dans le championnat depuis 1997. Panoz a produit des châssis pour l'IRL de 2002 à 2008. Riley & Scott de 1997 à 2000 (en 2000 sous la marque Reynard). Falcon Cars a été agréé pour construire des châssis pour la saison 2003 mais n'en a jamais produit, faute de commande.
Pour la saison 2012, le nouveau châssis se nommera « Dallara DW12 », afin de rendre hommage à Dan Wheldon, tragiquement disparu lors de la course de Las Vegas en 2011, qui avait effectué les principaux essais.
Pour la saison 2017, un gel du développement a été introduit, avant l'introduction des nouveaux aérokits universels IR18 pour la saison 2018.
La saison 2020 a été marquée par l'introduction de l'aéroscreen, système semblable au halo des F1, avec cependant la présence supplémentaire d'un pare-brise.

### Moteurs
En 1997, il s'agissait de moteurs V8 de 4 litres atmosphérique, fonctionnant au méthanol, et basés sur des moteurs de série produits par Oldsmobile (nommé Aurora) et Nissan (nommé Infiniti).
En 2000, la cylindrée est passée à 3,5 litres et la demande pour les blocs moteur basés sur la production en série est annulée. Cette formule a été utilisée jusqu'en 2003.
En 2004, les moteurs sont réduits à 3,0 litres pour diminuer la vitesse de pointe.
En 2006, une nouvelle formule de carburant voit le jour, un mélange de 90 % d'éthanol et de 10 % de méthanol.
En 2007, les moteurs utilisent de l'éthanol pur et leur cylindrée est rehaussée à 3,5 litres.
Chevrolet (via Cosworth), Honda et Toyota ont tous produit des moteurs pour la série. Le 4 novembre 2004, Chevrolet annonce l'arrêt de la production de moteurs pour cette série pour la fin 2005, citant comme raison de son départ le manque de rendement publicitaire pour un investissement élevé. Arrivé en 2003, Toyota décide fin 2005 de ne plus produire de moteurs pour l'IndyCar tout en faisant son entrée en Nascar. Honda arrive en 2003 également et devient le seul fournisseur de la série en 2006, il le restera jusqu'en 2011.
2012 marque le grand retour de la concurrence des motoristes dans la série avec le retour de Chevrolet et l'arrivée de Lotus mais aussi un changement de moteur en passant aux V6 bi-turbo avec une cylindrée de 2,2 litres.
2024 marquera l'arrivée des moteurs V6 hybrides dans le championnat en cours de saison à partir de Mid-Ohio.

### Règlement technique
En mars 2017, l'IndyCar Series a annoncé que le châssis DW12 recevrait une refonte (appelé DW12 mk. III) et une modification de son système aérodynamique, toutes les voitures devant utiliser des kits aérodynamiques identiques à toutes les courses à partir de 2018 appelés IR18, ou UAK18 (Universal Aero Kit 2018).
Ces aérokits ont 3 déclinaisons, toutes faites pour un type de circuit différent :
- La configuration pour circuit routier ou urbain, avec un maximum d'appui aérodynamique (3 flaps sur l'aileron avant et un spoiler arrière très braqué)
- La configuration dite short-track, avec un compromis entre un minimum de trainée et de l'appui aérodynamique (2 flaps sur l'aileron avant et un spoiler arrière réduit)
- La configuration speedway, avec un appui aérodynamique quasiment nul, un aileron avant et arrière horizontal, écopes de freins supprimés et usage de l'effet de sol

La discipline voit aussi l'introduction du tout nouveau volant Cosworth CCW Mk2

### Règlement sportif
Les épreuves d'IndyCar se déroulent sur plusieurs types de circuits : circuit ovale, circuits routiers et urbains.
Les départs des courses sont dits lancés: les voitures sont alignées deux par deux (trois par trois durant l'Indy500), la voiture de sécurité se range et le pôleman attend l'annonce du drapeau vert pour accélérer (à l'inverse par exemple de la Formule 1 où le départ est dit arrêté).
Durant la course, trois types de gommes sont disponibles, deux types slick (soft et hard) et un type pluie. Un pilote, sur piste sèche, est obligé durant une course de chausser les deux types de gomme slick. En outre, les ravitaillements en carburant sont autorisés.
Sur circuit routier et urbain, un dispositif de Push-to-Pass est disponible. Il permet d'avoir, durant 200 secondes par course et 20 secondes maximum à chaque usage, un surplus de 40 ch.

## Système de points
| Position | 1  | 2  | 3  | 4  | 5  | 6  | 7  | 8  | 9  | 10 | 11 | 12 | 13 | 14 | 15 | 16 | 17 | 18 | 19 | 20 | 21 | 22 | 23 | 24 | 25 à 33 |
| -------- | -- | -- | -- | -- | -- | -- | -- | -- | -- | -- | -- | -- | -- | -- | -- | -- | -- | -- | -- | -- | -- | -- | -- | -- | ------- |
| Points   | 50 | 40 | 35 | 32 | 30 | 28 | 26 | 24 | 22 | 20 | 19 | 18 | 17 | 16 | 15 | 14 | 13 | 12 | 11 | 10 | 9  | 8  | 7  | 6  | 5       |

| Pole position       | 1 point (sauf Indy500)                                        |
| Plus de tours menés | 2 points (3 points en réalité avec l'addition d'un tour mené) |
| Un tour mené        | 1 point                                                       |

Points pour les 500 Miles d'Indianapolis
| Position | 1   | 2  | 3  | 4  | 5  | 6  | 7  | 8  | 9  | 10 | 11 | 12 | 13 | 14 | 15 | 16 | 17 | 18 | 19 | 20 | 21 | 22 | 23 | 24 | 25 à 33 |
| -------- | --- | -- | -- | -- | -- | -- | -- | -- | -- | -- | -- | -- | -- | -- | -- | -- | -- | -- | -- | -- | -- | -- | -- | -- | ------- |
| Points   | 100 | 80 | 70 | 64 | 60 | 56 | 52 | 48 | 44 | 40 | 38 | 36 | 34 | 32 | 30 | 28 | 26 | 24 | 22 | 20 | 18 | 16 | 14 | 12 | 10      |

Points pour les qualifications des 500 Miles d'Indianapolis
| Position | 1  | 2  | 3  | 4 | 5 | 6 | 7 | 8 | 9 | 10 | 11 | 12 |
| -------- | -- | -- | -- | - | - | - | - | - | - | -- | -- | -- |
| Points   | 12 | 11 | 10 | 9 | 8 | 7 | 6 | 5 | 4 | 3  | 2  | 1  |

## Palmarès

### Par saison
| Saison | Pilote           | Voiture                        | Équipe                 |
| ------ | ---------------- | ------------------------------ | ---------------------- |
| 1996   | Scott Sharp      | Lola T9500 Ford/Cosworth       | A. J. Foyt Enterprises |
| 1996   | Buzz Calkins     | Reynard 95I Ford/Cosworth      | Bradley Motorsports    |
| 1997   | Tony Stewart     | G-Force GF01 Oldsmobile        | Team Menard            |
| 1998   | Kenny Bräck      | Dallara IR8 Oldsmobile         | A. J. Foyt Enterprises |
| 1999   | Greg Ray         | Dallara IR9 Oldsmobile         | Team Menard            |
| 2000   | Buddy Lazier     | Dallara IR9 Oldsmobile         | Hemelgarn Racing       |
| 2001   | Sam Hornish Jr.  | Dallara IR-01 Oldsmobile       | Panther Racing         |
| 2002   | Sam Hornish Jr.  | Dallara IR-02 Chevrolet        | Panther Racing         |
| 2003   | Scott Dixon      | G-Force GF09 Toyota            | Chip Ganassi Racing    |
| 2004   | Tony Kanaan      | Dallara IR-03 Honda            | Andretti Green Racing  |
| 2005   | Dan Wheldon      | Dallara IR-05 Honda            | Andretti Green Racing  |
| 2006   | Sam Hornish Jr.  | Dallara IR-05 Honda            | Penske Racing          |
| 2007   | Dario Franchitti | Dallara IR-05 Honda            | Andretti Green Racing  |
| 2008   | Scott Dixon      | Dallara IR-05 Honda            | Chip Ganassi Racing    |
| 2009   | Dario Franchitti | Dallara IR-05 Honda            | Chip Ganassi Racing    |
| 2010   | Dario Franchitti | Dallara IR-05 Honda            | Chip Ganassi Racing    |
| 2011   | Dario Franchitti | Dallara IR-05 Honda            | Chip Ganassi Racing    |
| 2012   | Ryan Hunter-Reay | Dallara DW12 Chevrolet         | Andretti Autosport     |
| 2013   | Scott Dixon      | Dallara DW12 Honda             | Chip Ganassi Racing    |
| 2014   | Will Power       | Dallara DW12 Chevrolet         | Team Penske            |
| 2015   | Scott Dixon      | Dallara DW12 Honda             | Chip Ganassi Racing    |
| 2016   | Simon Pagenaud   | Dallara DW12 Chevrolet         | Team Penske            |
| 2017   | Josef Newgarden  | Dallara DW12 Chevrolet         | Team Penske            |
| 2018   | Scott Dixon      | Dallara DW12 w/ IR18 Honda     | Chip Ganassi Racing    |
| 2019   | Josef Newgarden  | Dallara DW12 w/ IR18 Chevrolet | Team Penske            |
| 2020   | Scott Dixon      | Dallara DW12 w/ IR18 Honda     | Chip Ganassi Racing    |
| 2021   | Álex Palou       | Dallara DW12 w/ IR18 Honda     | Chip Ganassi Racing    |
| 2022   | Will Power       | Dallara DW12 w/ IR18 Chevrolet | Team Penske            |
| 2023   | Álex Palou       | Dallara DW12 w/ IR18 Honda     | Chip Ganassi Racing    |
| 2024   | Álex Palou       | Dallara DW12 w/ IR18 Honda     | Chip Ganassi Racing    |
| 2025   | Álex Palou       | Dallara DW12 w/ IR18 Honda     | Chip Ganassi Racing    |

| Saison    | Constructeur                     |
| --------- | -------------------------------- |
| 1997      | Oldsmobile                       |
| 1998      | Oldsmobile                       |
| 1999      | Oldsmobile                       |
| 2000      | Oldsmobile                       |
| 2001      | Oldsmobile                       |
| 2002      | Chevrolet                        |
| 2003      | Toyota                           |
| 2004      | Honda                            |
| 2005      | Honda                            |
| 2006-2011 | Non décerné (Fournisseur unique) |
| 2012      | Chevrolet                        |
| 2013      | Chevrolet                        |
| 2014      | Chevrolet                        |
| 2015      | Chevrolet                        |
| 2016      | Chevrolet                        |
| 2017      | Chevrolet                        |
| 2018      | Honda                            |
| 2019      | Honda                            |
| 2020      | Honda                            |
| 2021      | Honda                            |
| 2022      | Chevrolet                        |
| 2023      | Chevrolet                        |
| 2024      | Chevrolet                        |

### Pilote
| Nombre | Pilote           | Année(s)                           |
| ------ | ---------------- | ---------------------------------- |
| 6      | Scott Dixon      | 2003, 2008, 2013, 2015, 2018, 2020 |
| 4      | Dario Franchitti | 2007, 2009, 2010, 2011             |
| 4      | Álex Palou       | 2021, 2023, 2024, 2025             |
| 3      | Sam Hornish Jr.  | 2001, 2002, 2006                   |
| 2      | Josef Newgarden  | 2017, 2019                         |
| 2      | Will Power       | 2014, 2022                         |
| 1      | Scott Sharp      | 1996                               |
| 1      | Buzz Calkins     | 1996                               |
| 1      | Tony Stewart     | 1997                               |
| 1      | Kenny Bräck      | 1998                               |
| 1      | Greg Ray         | 1999                               |
| 1      | Buddy Lazier     | 2000                               |
| 1      | Tony Kanaan      | 2004                               |
| 1      | Dan Wheldon      | 2005                               |
| 1      | Ryan Hunter-Reay | 2012                               |
| 1      | Simon Pagenaud   | 2016                               |